# Elelea multipunctata
Elelea multipunctata là một loài bọ cánh cứng trong họ Cerambycidae.